# Campeonato Mundial de Snowboard de 1999
El III Campeonato Mundial de Snowboard se celebró en la localidad alpina de Berchtesgaden (Alemania) entre el 12 y el 17 de enero de 1999 bajo la organización de la Federación Internacional de Esquí (FIS).

## Medallistas

### Masculino
| Evento                           | Oro                          | Plata                       | Bronce                        |
| -------------------------------- | ---------------------------- | --------------------------- | ----------------------------- |
| Eslalon gigante (13.01)          | Markus Ebner · Alemania ·    | Maxence Idesheim Francia    | Stefan Kaltschütz · Austria · |
| Eslalon paralelo (15.01)         | Nicolas Huet Francia         | Mathieu Bozzetto Francia    | Werner Ebenbauer · Austria    |
| Eslalon gigante paralelo (14.01) | Richard Richardsson · Suecia | Stefan Kaltschütz · Austria | Harald Walder · Austria       |
| Campo a través (17.01)           | Henrik Jansson · Suecia      | Magnus Sterner · Suecia     | Zeke Steggall Australia       |
| Halfpipe (16.01)                 | Rick Bower Estados Unidos    | Fredrik Sterner · Suecia ·  | Timo Aho · Finlandia ·        |

### Femenino
| Evento                           | Oro                          | Plata                         | Bronce                        |
| -------------------------------- | ---------------------------- | ----------------------------- | ----------------------------- |
| Eslalon gigante (12.01)          | Margherita Parini · Italia · | Lidia Trettel · Italia ·      | Sondra van Ert Estados Unidos |
| Eslalon paralelo (15.01)         | Marion Posch · Italia        | Isabelle Blanc Francia        | Sandra Farmand · Alemania     |
| Eslalon gigante paralelo (14.01) | Isabelle Blanc Francia       | Rosey Fletcher Estados Unidos | Åsa Windahl · Suecia          |
| Campo a través (17.01)           | Julie Pomagalski Francia     | Mariya Tijvinskaya · Rusia    | Olivia Guerry Francia         |
| Halfpipe (16.01)                 | Kim Stacey Estados Unidos    | Doriane Vidal Francia         | Anna Hellman · Suecia ·       |

## Medallero
| Núm. | País           | Oro | Plata | Bronce | Total |
| ---- | -------------- | --- | ----- | ------ | ----- |
| 1    | Francia        | 3   | 4     | 1      | 8     |
| 2    | Suecia         | 2   | 2     | 2      | 6     |
| 3    | Estados Unidos | 2   | 1     | 1      | 4     |
| 4    | Italia         | 2   | 1     | 0      | 3     |
| 5    | Alemania       | 1   | 0     | 1      | 2     |
| 6    | Austria        | 0   | 1     | 3      | 4     |
| 7    | Rusia          | 0   | 1     | 0      | 1     |
| 8    | Australia      | 0   | 0     | 1      | 1     |
| 8    | Finlandia      | 0   | 0     | 1      | 1     |
|      | TOTAL          | 10  | 10    | 10     | 30    |